# الحاج المحظوظ (رواية)
الحاج المحظوظ بالإنجليزية "The Fortunate Pilgrim" أو الأم لوشيا بالإيطالية "Mamma Lucia" هو اسم رواية لماريو بوزو صدرت عام 1965 تروي قصة عائلة المافيا الإيطالية المهاجرة إلى مدينة نيويورك كوربوس انجيلوزي Angeluzzi) –Corbos). رئيسة العائلة هي الأرملة والزوجة والأم لعائلتين سانت لوسيا. التي استطاعت بإرادتها الهائلة أن تقود العائلة خلال سنوات الكساد الكبير والسنوات الأولى من الحرب العالمية الثانية، ولكنها لم تستطع منع الصراع بين القيم الإيطالية والاميركية، أو أعمال العنف وسفك الدماء التي يجب أن تتبع بالتأكيد.
الحاج المحظوظ هي البداية الحقيقية لرواية العراب. كما يقول «بوزو»، وتستند شخصية بطلة الرواية، سانت لوسيا، عن شخصية والدته، فيقول بوزو: «كلما تكلم العراب، سمعت صوت والدتي في ذهني. أسمع حكمتها وقساوتها، وحبها الذي لايقهر لأسرتها وللحياة نفسها... حتى شجاعة الدون وولاءه جاء منها، إنسانيته جاءت منها... وهكذا. وأنا أعرف الآن، انه لولا سانتا لوسيا، لم يكن بمقدارى كتابة رواية العراب».
حتى يوم وفاته، اعتبر «ماريو بوزو» روايته «الحاج المحظوظ» أكثر أعماله الأدبية دقة وشاعرية. في إحدى مقابلاته الأخيرة قال إنه حزن من حقيقة ان رواية العراب - وهي رواية من وحى خياله أي لم يعش احداثها ابدا- قد تفوقت على الرواية التي تحكى عن نضال والدته المهاجرة الصادق من أجل كسب الاحترام في أميركا، وشجاعتها ومحبتها لأبناءها، كما صورها في «الحاج المحظوظ» عام 1965.
على الرغم من أن رواية«الحاج المحظوظ» قد أشاد بها كثيرُ من الروائيين الأميركيين الكبار، لم يكسب «بوزو» من ورائها الكثير، ولكنه عندما قرر الكتابة عن ما يباع بشكل جيد في أمريكا وهي الصورة النمطية للمهاجرين الإيطاليين كرجال عصابات بدأ في اكتساب الشهرة والثروة الذي تتناسب مع مكانته ككاتب.
تم تحويل الرواية إلى مسلسل تليفزيوني قصير عام 1988 وقام بإخراجه ستيوارت كووبر وقامت بدور لوسيا الممثلة الجميلة صوفيا لورين